# Aglaophenia cristifrons
Aglaophenia cristifrons är en nässeldjursart som beskrevs av Nutting 1900. Aglaophenia cristifrons ingår i släktet Aglaophenia och familjen Aglaopheniidae. Inga underarter finns listade i Catalogue of Life.